# 施特拉森湖
53°54′36″N 13°49′28″E / 53.90999°N 13.82434°E
施特拉森湖（德語：Straßensee），是德國的湖泊，位於該國東北部梅克倫堡-前波美拉尼亞州，由前波美拉尼亞-格賴夫斯瓦爾德縣負責管轄，長0.5公里、寬0.3公里，面積0.13平方公里，海拔高度11米，最大水深5米。